# A sushi árnyékos oldalán
A sushi árnyékos oldalán (eredeti cím: East Side Sushi) 2015-ben bemutatott amerikai film, amelyet Anthony Lucero rendezett és írt.
A producerei Julie Rubio és Anthony Lucero. A főszerepekben Diana Elizabeth Torres, Yutaka Takeuchi, Rodrigo Duarte Clark, Kaya Jade Aguirre és Roji Oyama láthatók. A film zeneszerzője Alex Mandel. A film gyártója az Blue Sun Pictures és a Sparklight Films, forgalmazója a Samuel Goldwyn Films. Műfaja filmdráma.
Amerikában 2015. szeptember 18-án, Magyarországon mutatta be az HBO.

## Cselekmény
Juana Kelet-Oaklandban él kislányával és apjával. Az ételgyárban megtanul bármit gyorsan, pontosan szeletelni, kockázni. Amíg apja tragacsa nem indul be, Juanát ketten összeverik, kirabolják a gyümölcsárus kocsijánál. Takarít fitneszklubban. Fölveszi a hölgy (Mrs. Yoshida) japán éttermébe konyhai kisegítőnek. Aki, a séf megtanítja a szusi ételek készítésére. A még használható anyagokat hazaviszi, otthon elkészíti. Apja állandóan morog. Latin ételre vágyik. Kislánya hozzászokik a japán ízekhez. Ittasság miatt az egyik szakács távozik. Juana pótolja a szakácsi munkában, amíg Mr. Yoshida észre nem veszi. Ő ügyel a látszatra: kínai, koreai lehet szusi séf, de latin és nő nem. Juana perbe száll Yoshida úrral, majd kilép. Benevez a helyi szusibajnokságra. 20 000 $ a győztesé. Eljut a döntőbe. Láthatóan azért nem ő győz, mert nő nem lehet szusi bajnok. Viszont ezután Mr. Yoshida alkalmazza szusi séfnek és kér a paprikába tekert szusijából. Aki kislányával és apjával étkezik Yoshida éttermében.

## Szereplők
| Szereplő | Színész                | Magyar hang           |
| --- | ---------------------- | --------------------- |
| Juana | Diana Elizabeth Torres | Szilágyi Csenge       |
| Aki | Yutaka Takeuchi        | Bercsényi Péter       |
| Apa | Rodrigo Duarte Clark   | Tarján Péter          |
| Lydia | Kaya Jade Aguirre      | Azurák Hanna          |
| Mr. Yoshida | Roji Oyama             | Horányi László        |
| Mrs. Yoshida | Miyoko Sakatani        | Menszátor Magdolna    |
| Kyung | James J. Der Jr.       | Láng Balázs           |
| Victor | Jesus Fuentes          | Király Adrián         |
| Jorge | Tony Quintero          | Orosz István          |
| Jimmy Nishida | Lane Nishikawa         | Háda János            |
| Rendező | David Blount-Porter    | Gubányi György István |
| A tévéműsor koordinátora | Melissa Locsin         | Nádasi Veronika       |
| Robert | Bartholomew Wang       | Fehérváry Márton      |
| Billy | Edwin Li               | Bor László            |
| Hitoshi Watanabe | Tomoharu Nakamura      | Szűcs Péter Pál       |
| Frank Yamamoto | Hiro Makino            | Fellegi Lénárd        |
| Mr. Wagner | Dixon Phillips         | Bartók László         |
| Recepciós | Wei-Jing Wan           | Mohácsi Nóra          |
| Srác | William Armando        | Potocsny Andor        |
| Srác | Varian David           | Hegedüs Miklós        |
| Hajléktalan | William Scharf         | Bácskai János         |
| Versenybíró | Mitchel P. Fearing     | Bácskai János         |
| Charlie | Pete Cordova           | Hám Bertalan          |
| Versenybíró | Alex Hsu               | Imre István           |
| További magyar hangok |                        |                       |
| Bárány Virág, Bolla Róbert, Czifra Krisztina, Gyurin Zsolt, Hábermann Lívia, Lipcsey Colini Borbála, Pupos Tímea, Sörös Miklós |                        |                       |